# تمثال خوفو
تمثال خوفو هو تمثال يصور هذا التمثال الصغير الملك خوفو باني الهرم الأكبر في الجيزة يبلغ طول هذا التمثال المصنوع من العاج  7.5 سم وهو الوحيد المؤكد نسبته لهذا الملك. وقد اكتشف هذا التمثال عام 1903م في ابيدوس جنوب مصر عند اكتشافه لأول مرة كانت الرأس مفقودة ولكن تم العثور عليها بعد ثلاثة اسابيع في نفس الموقع. لاحظ عالم المصريات الإنجليزي السير فليندرز بيتري أن التمثال تعرض للكسر حديثًا.

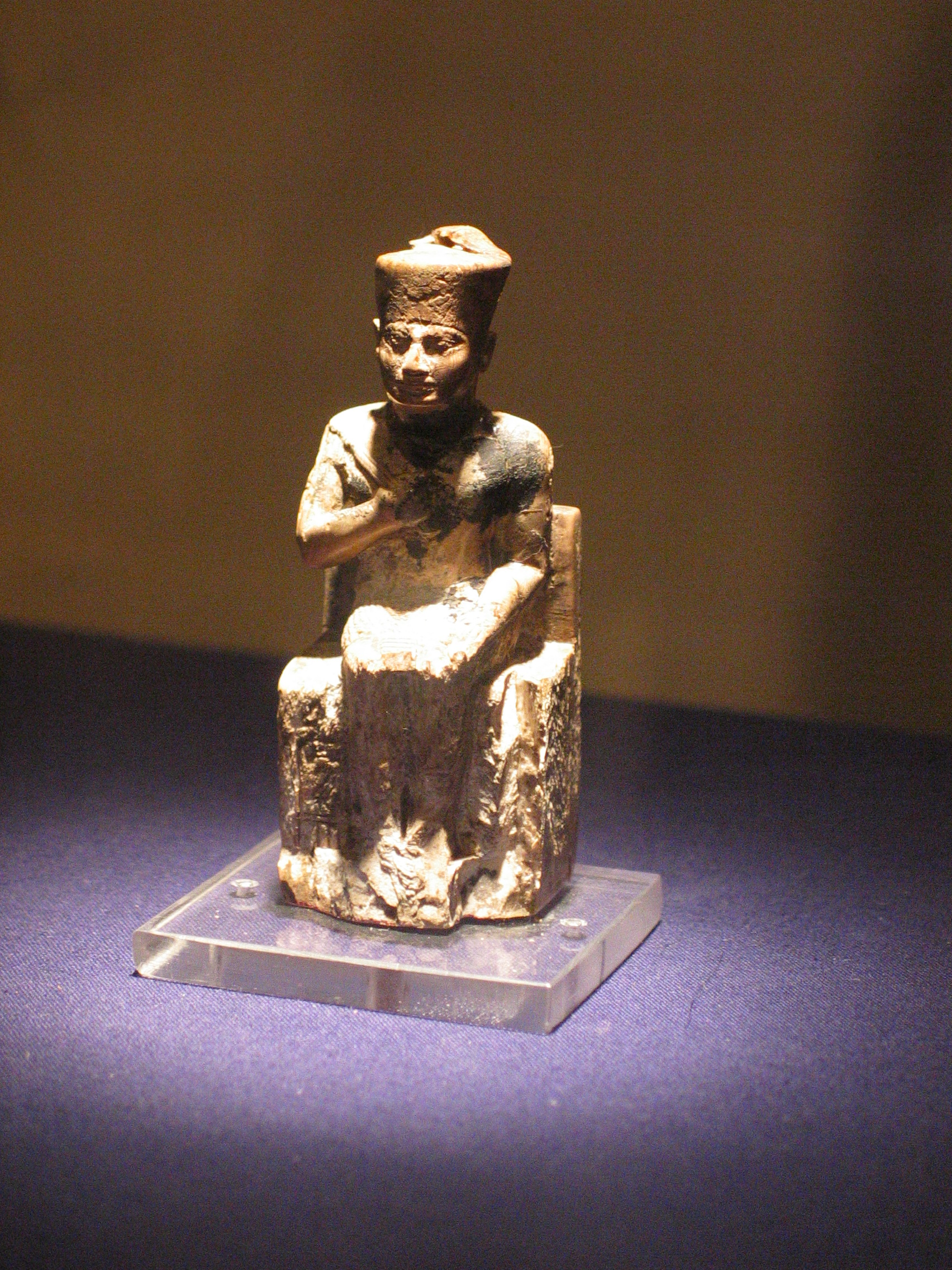
صورة لتمثال خوفو المصنوع من العاج